# مركز النقل العام (الرياض)
مركز النقل العام أو مركز التعمير للنقل العام في مدينة الرياض يقع على مساحة إجمالية 200,000 متر مربع جنوب مدينة الرياض في منطقة العزيزية، وهو مرفأ بري لحافلات النقل البري يتكامل به احتياج المسافر وسهولة تنقله من صالة لأخرى وتوفر العديد من الخدمات للشركات التي تمارس نشاط نقل وترحيل الركاب بالحافلات بين المدن داخل وخارج السعودية.

## المنشآت الرئيسية

### المبنى الرئيسي
يتضمن صالات ومرافق خدمات الركاب المسافرين تبلغ مساحته الرئيسية 20,000 متر مربع، تقسيم الصالات إلى الأقسام التالية:
- صالة شحن الأمتعة الدولية والداخلية. وجهزت بعدد 8 كاونترات مجهزة بسيور متحركة لنقل الأمتعة.
- صالة مغادرة الرحلات الداخلية والدولية على مساحة 1130 متر مربع.
- صالة القدوم للرحلات الداخلية والدولية، على مساحة 540 متر مربع.
- مكاتب لشركات النقل الدولي ومكاتب لشركات الحج والعمرة. والخدمات المساندة.

### مبنى الشحن
مبنى مستقل لشحن الطرود والأمتعة من داخل وخارج المملكة على مساحة 1188 متر مربع يتضمن مكاتب لشركات شحن الطرود.

### خدمات التوصيل
تم تخصيص منطقة بالمركز لتقديم خدمة توصيل ونقل المسافرين إلى داخل وخارج مدينة الرياض ومواقف لسيارات الأجرة.